# Bulguksa
Il Bulguksa (불국사?, 佛國寺?) è un complesso di templi buddisti che si trova nella provincia di Gyeongsang Settentrionale, in Corea del Sud. Esso è uno dei principali luoghi di interesse storico del paese e nel 1995 è stato inserito nell'elenco dei Patrimoni dell'umanità dell'UNESCO insieme al Tempio sotterraneo di Seokguram, che si trova 4 chilometri a est del complesso principale, considerato un capolavoro dell'arte del periodo del regno di Silla.

## Storia
Da antiche registrazioni, risale al 528 durante il Regno Silla, nel 15° anno del regno di Beopheung (514-540). La costruzione in quest'area era costituita in origine da un primo piccolo tempio, chiamato "Hwaeom Bulguksa" o "tempio Beopryusa"; mentre il tempio che si può ammirare oggi venne eretto da Kim Dae-seong nel 751 durante il regno di Gyeongdeok (742-765), iniziato dal suo Primo Ministro per placare gli spiriti dei suoi genitori. La costruzione venne ultimata dopo la sua morte, nel 774, durante il regno di Hyegong (765-780) e venne battezzata col nome di Bulguksa, cioè "Tempio della terra di Buddha".
Il tempio fu sottoposto a numerosi restauri a partire dalla dinastia Goryeo (918-1393), fino alla dinastia Joseon (1392-1910). Durante l'invasione giapponese del 1592 gli edifici in legno vennero completamente distrutti per mezzo del fuoco. Dopo il 1604, durante il 37º anno del regno di Seonjo, si iniziò la ricostruzione del complesso, seguita da circa 40 rinnovamenti fino al 1805, (durante il regno di Sunjo, 1790-1834). Durante la nuova occupazione nipponica del XX secolo, i giapponesi intrapresero un altro restauro, ma non si hanno documenti scritti che riportino l'entità dei lavori svolti; inoltre, in quegli anni il tempio venne danneggiato e depredato dei tesori che custodiva.
Dopo la seconda guerra mondiale e la successiva guerra di Corea, un nuovo parziale restauro venne condotto nel 1966. Nel 1969 venne formato il Comitato di Ricostruzione del Tempio Bulguksa e nel 1973 Mulseoljeon, Gwaneumjeon, Birojeon, Gyeongru e Hoerang (tutti precedentemente demoliti) vennero ricostruiti. Inoltre, vennero rimessi a nuovo altri siti vecchi o danneggiati come Daeungjeon, Geungnakjeon, Beomyeongnu e Jahamun. Per ordine del presidente Park Chung-hee, fra il 1969 e il 1973 vennero condotti approfonditi scavi e studi archeologici, oltre ad un ulteriore restauro che ha dato a Bulguksa l'aspetto odierno. Le strutture in pietra non sono andate distrutte durante tutti questi avvenimenti e risalgono all'epoca del regno Silla.

## Strutture
Il tempio si trova sulle pendici del monte Tohamsan, vicino alla città di Gyeongju. L'entrata al complesso, Sokgyemun, è costituita da una scalinata e da un ponte che portano all'interno della struttura. Questa scalinata è composta da 33 gradini, corrispondenti ai 33 passi necessari verso l'illuminazione. La parte inferiore, Cheongungyo (ponte della nuvola blu), è lunga 6,3 metri ed è composta di 17 gradini; la parte superiore, Baegungyo (ponte della nuvola bianca), è lunga 5,4 metri ed è composta di 16 gradini. Alla fine della scalinata vi è la porta chiamata Jahamun.
Del complesso fanno parte due pagode: Seokgatap e Dabotap. La prima è una pagoda di 3 piani, alta 8,2 metri e costruita in pietra, in stile tipicamente coreano, risalente all'VIII secolo. La seconda ha una struttura con moltissime decorazioni, è alta 10,4 metri e la sua immagine è riportata sulle monete da 10 won.
La sala principale è detta Daeung Jeon ("sala della grande illuminazione"), costruita nel 681, al di fuori della quale si trovano le due pagode citate precedentemente. Dietro questa sala si trova la Munseol Jeon ("sala del silenzio"), che deve il suo nome alla credenza che gli insegnamenti di Buddha non possano essere insegnati con le sole parole. Questa sala dovrebbe risalire al 670.
Oltre a queste strutture, nel complesso si trovano numerose altre sale, statue (perlopiù rappresentanti figure di Buddha) e lanterne, che fanno del complesso di templi di Bulguksa uno dei luoghi storici più importanti della Corea del Sud, meta turistica di moltissime persone ogni anno.

## Galleria d'immagini

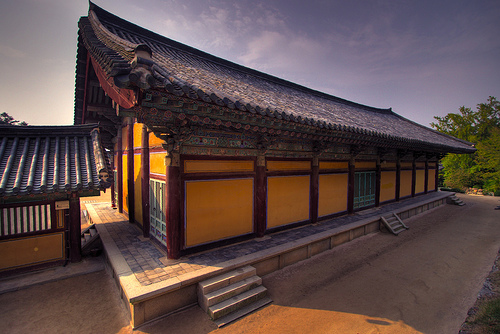
Un edificio del Tempio di Bulguksa
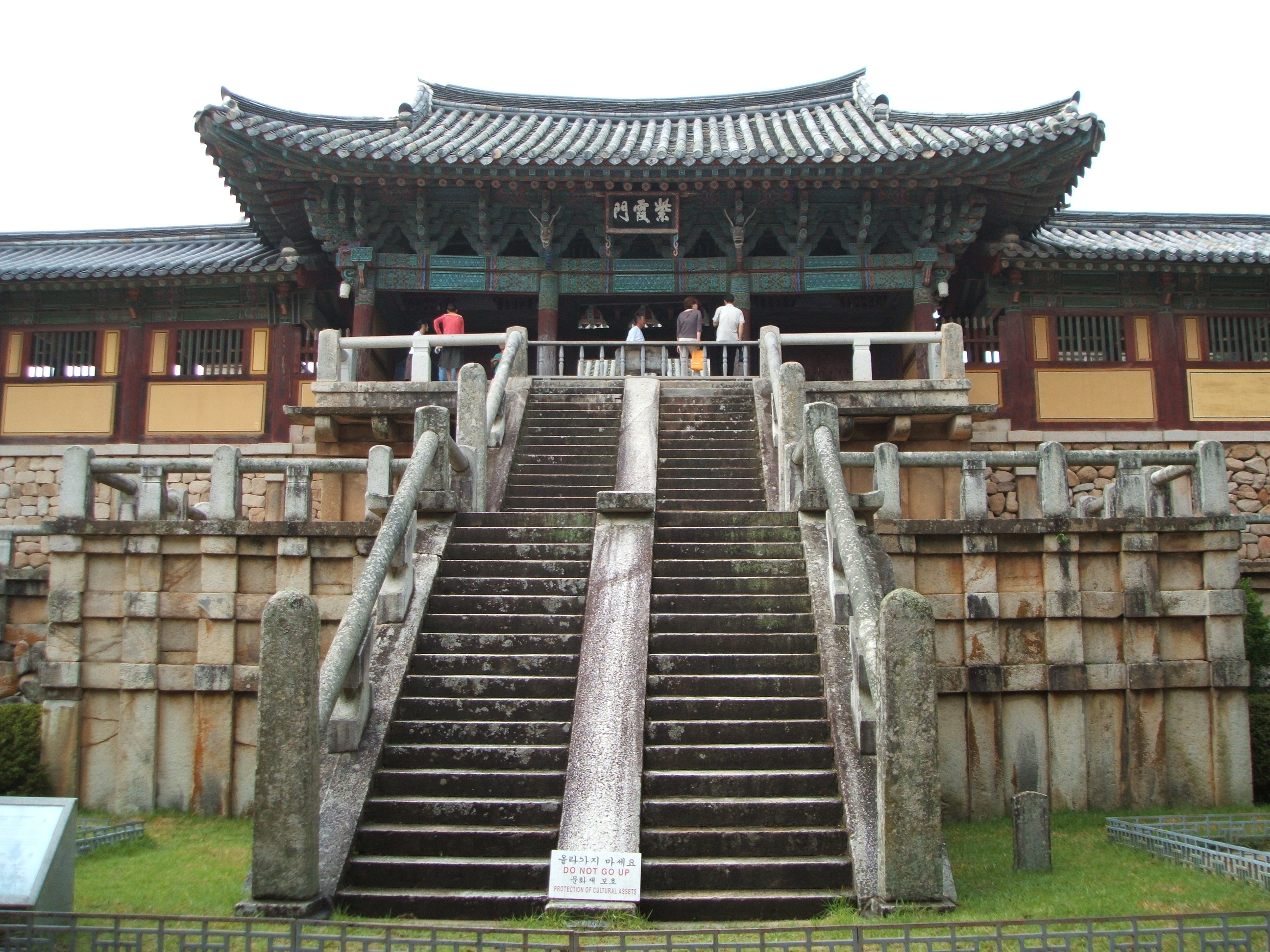
La scalinata d'accesso vista di fronte
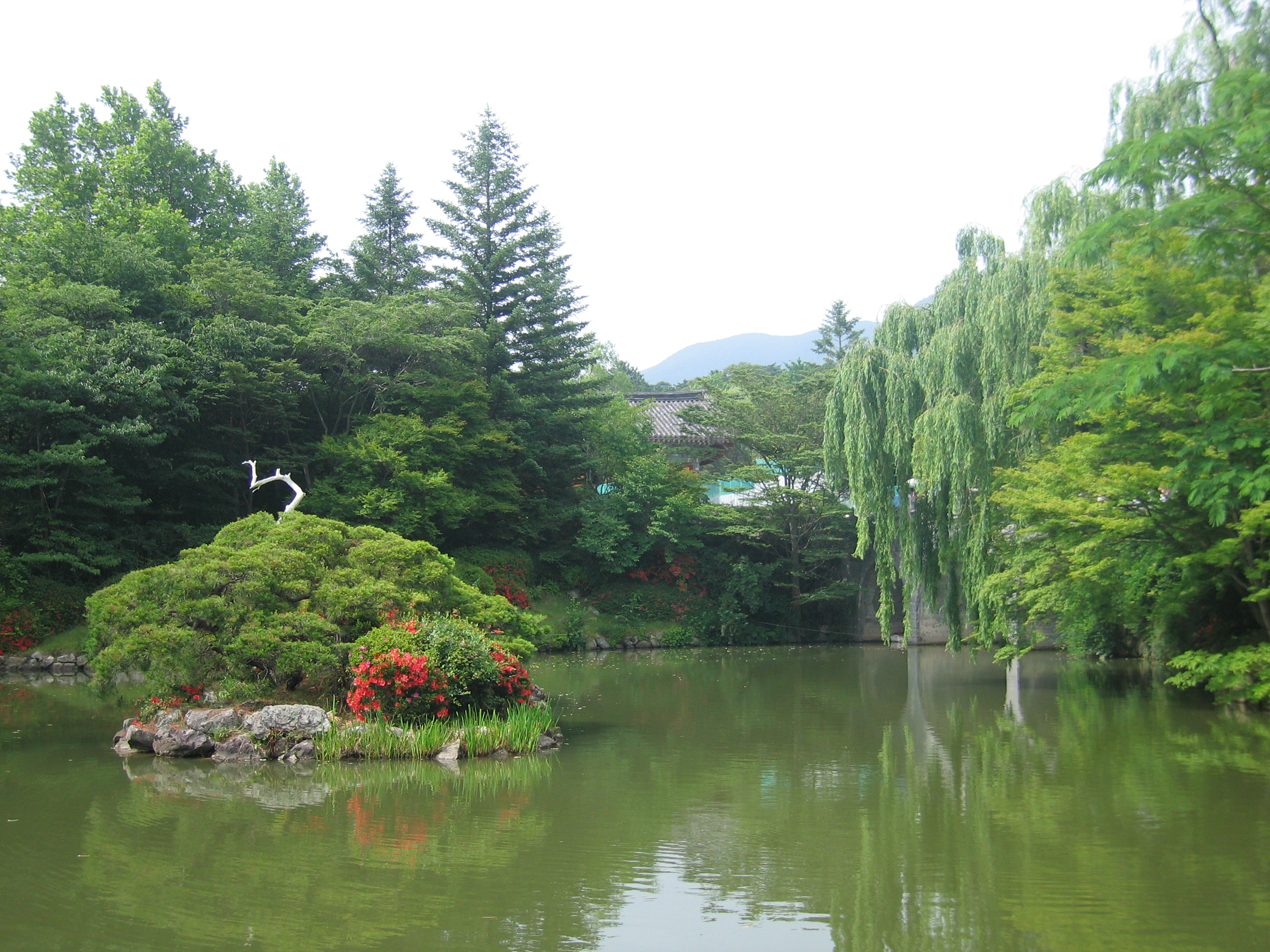
Un giardino all'interno del Tempio
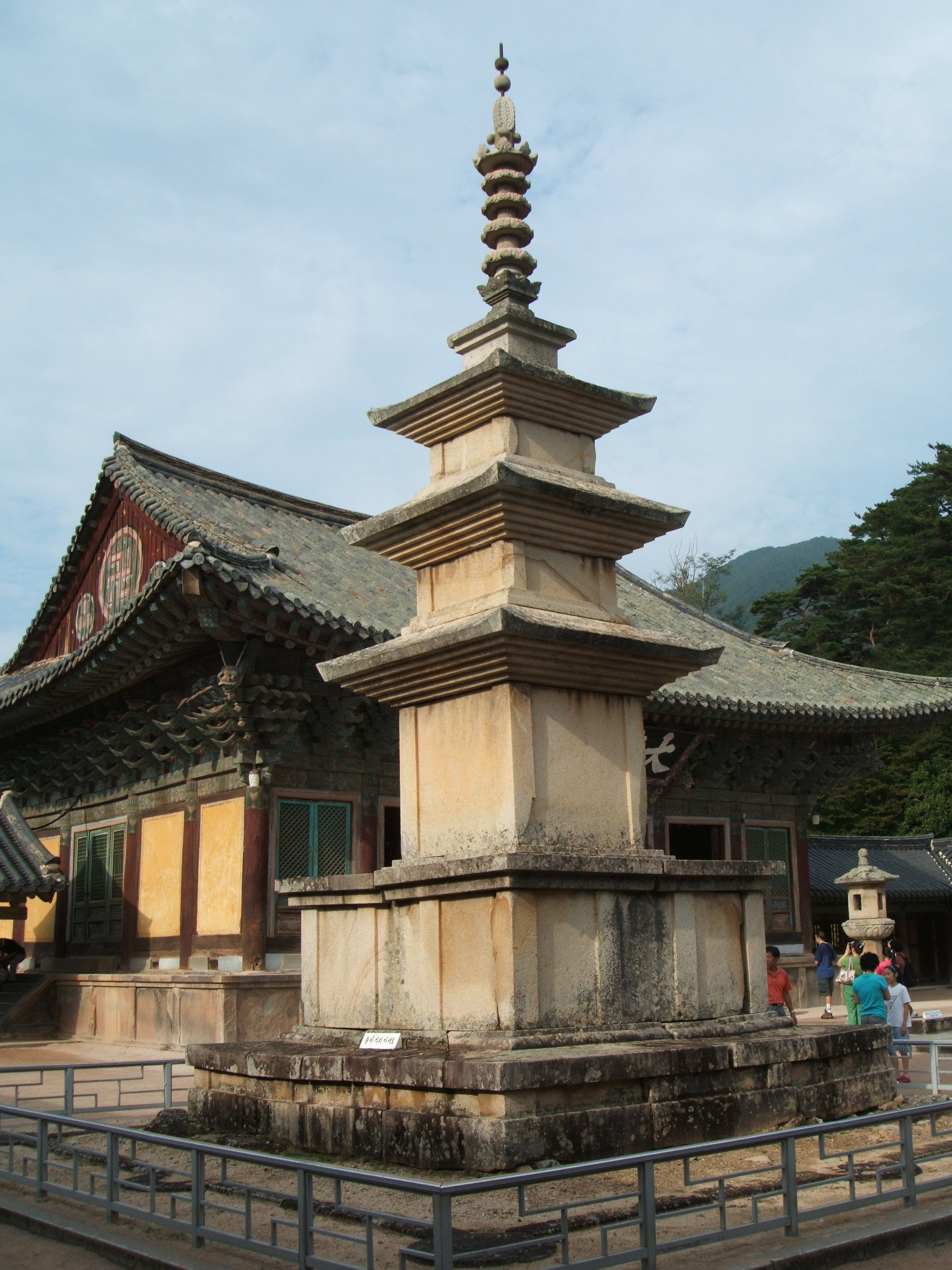
La pagoda Seokgatap
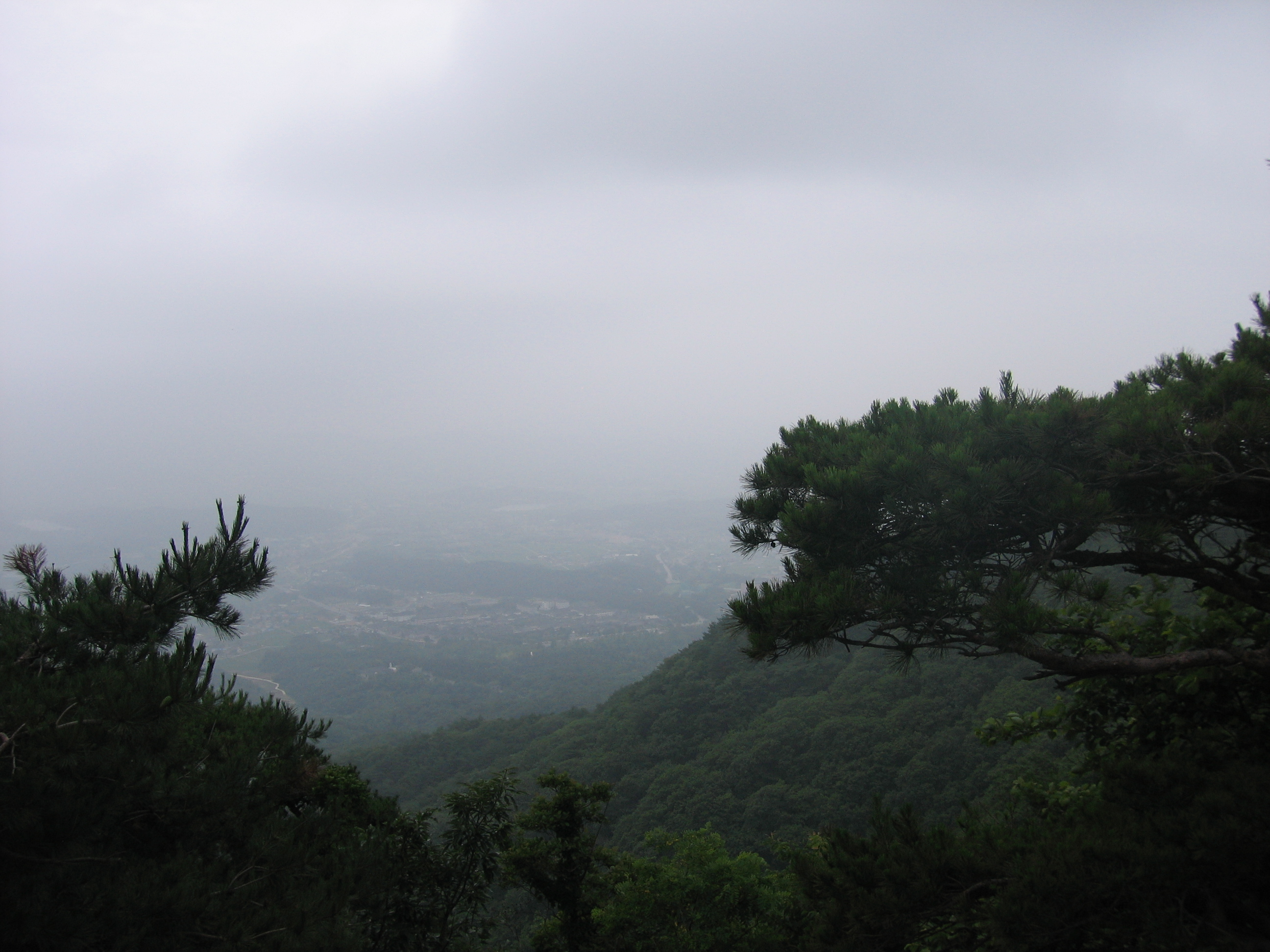
Un'immagine della vista da Bulguska
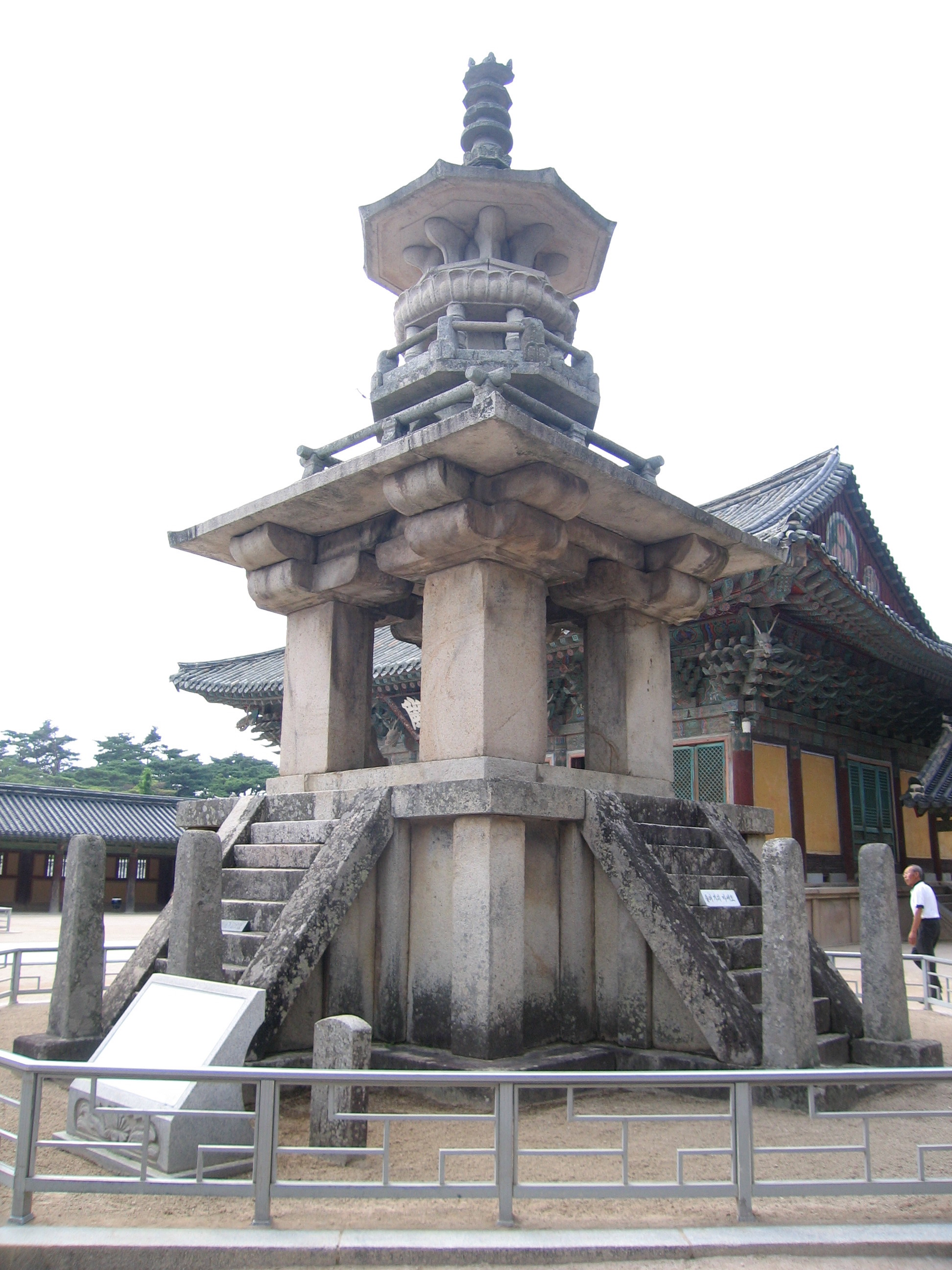
La pagoda Dabotap
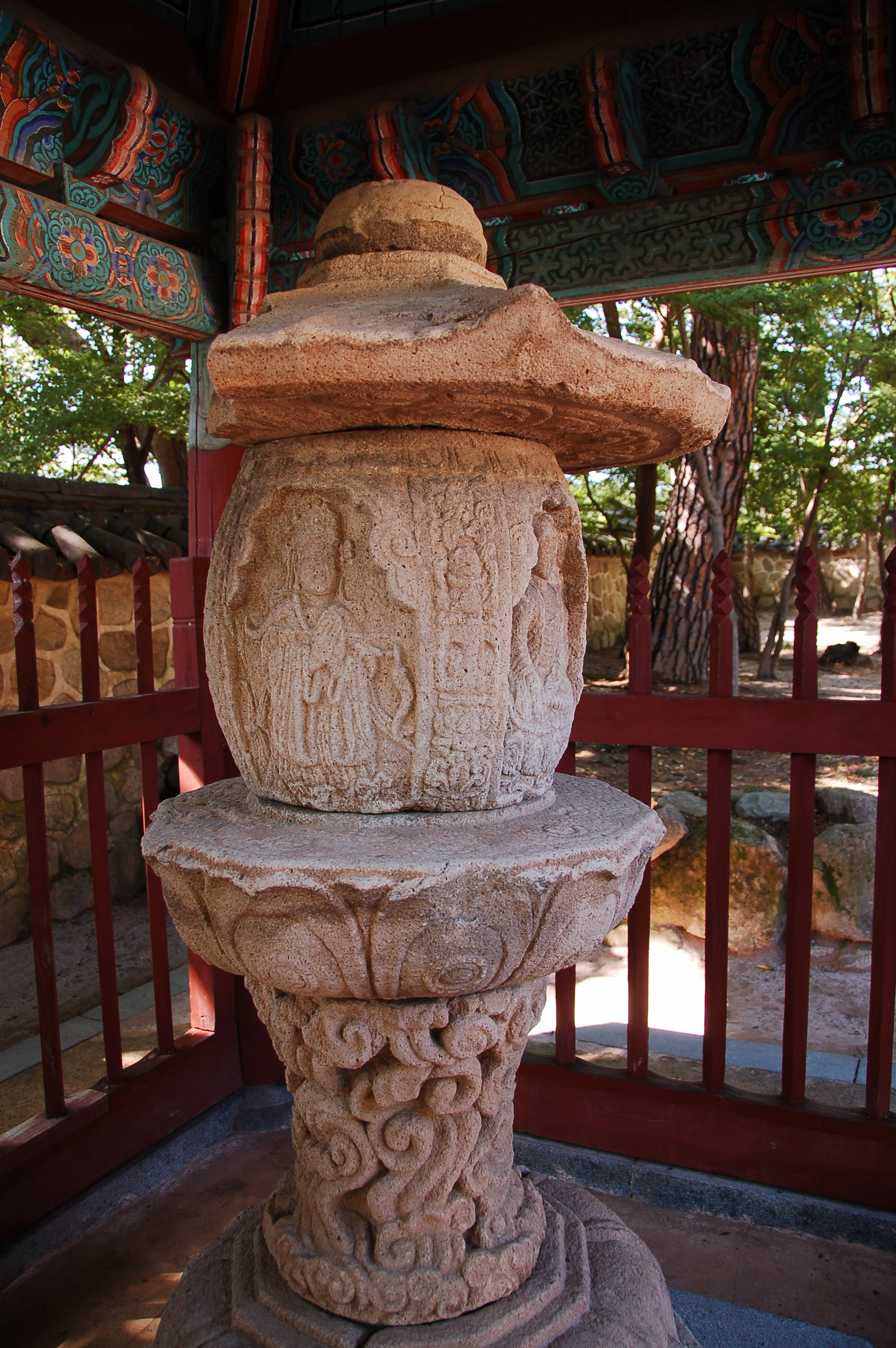
Una delle numerose sculture del Tempio
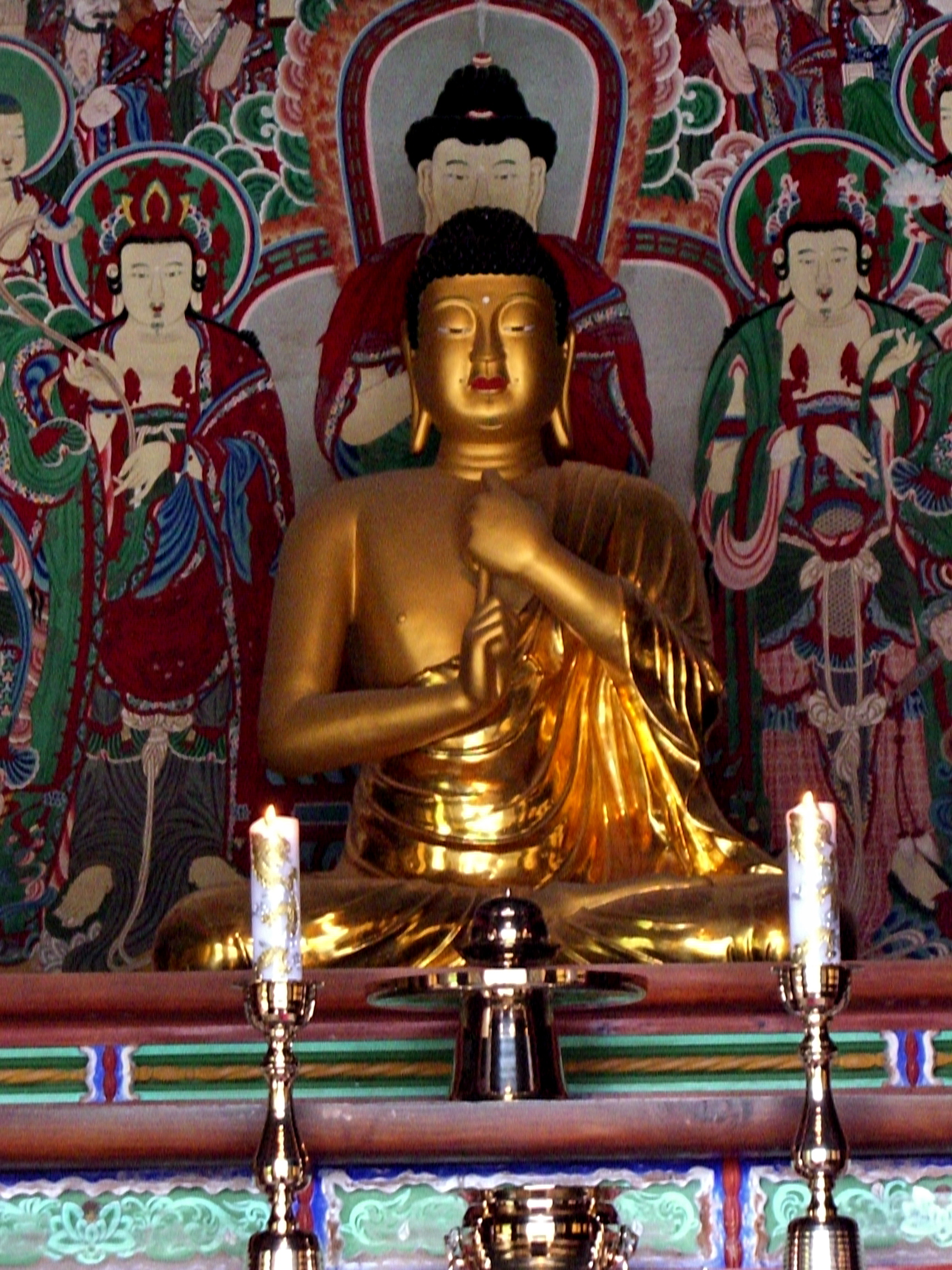
Una statua rappresentante Buddha seduto
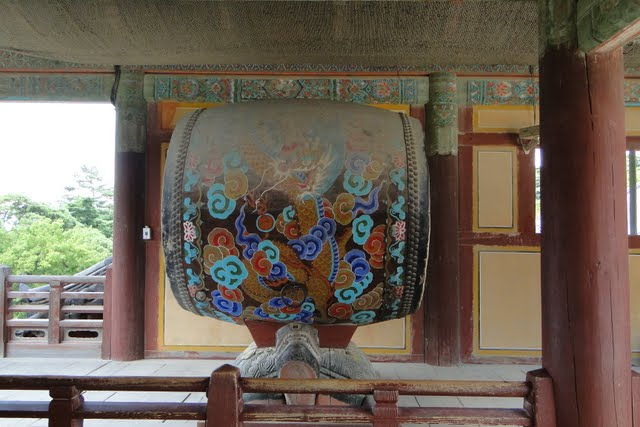
Tamburo rituale, vista laterale